# スーザン・ライス
スーザン・エリザベス・ライス（Susan Elizabeth Rice、1964年11月17日 - ）とは、アメリカ合衆国の外交政策顧問、元アメリカ合衆国国際連合大使。2021年1月発足のジョー・バイデン政権では国内政策会議(DPC)委員長を務めた。
クリントン政権2期目には、国家安全保障会議スタッフ、アフリカ担当国務次官補を務め、オバマ政権では、2009年1月22日の上院議会で全会一致で国連大使に指名された。女性としてはジーン・カークパトリック、マデレーン・オルブライトに続きアメリカ合衆国史上3人目、アフリカ系アメリカ人女性としては初の国連大使である。国連大使退任後は同政権で国家安全保障問題担当大統領補佐官に任命され、政権交代まで務めた。尚、同じアフリカ系アメリカ人女性でジョージ・W・ブッシュ政権の国務長官を務めたコンドリーザ・ライスとの血縁関係はない。

## 生い立ち
1964年11月17日、ワシントンD.C.のシェパード・パーク地区に生まれた。父親のエメット・J・ライスは、コーネル大学経済学教授で、1979年から1986年までは連邦準備制度理事会の理事も務めた。母親ロイス・ディクソン・フィットは、教育政策学者である。大学入学まではワシントンD.C.にある全日制の私立女子校であるナショナル・カテドラル・スクールに通い、トライアスロンの選手であった他、生徒会の会長や卒業生総代も務めた。バスケットボールのチームではポイントガードとしてオフェンスを指揮し、"Sportin'."を略した"Spo,"というニックネームを得ていた。
父親からは、決して人種を言い訳にしたり、利点として利用しないように常々教えられていた。幼いころはいつも「コロンビア特別区からの初の上院議員になるのが夢だ」と言っていたという。
彼女はまた、自分の功績が差別撤廃措置によるものだとして軽んじられるのではないかという不安を常に抱えていた。
大学はスタンフォード大学に入学し、トルーマン奨学金を受け、1986年に歴史学の学士号を得て卒業した。成績優秀な学生で構成されるクラブ「ファイ・ベータ・カッパ」の会員にも選ばれている。卒業式当日には、学長ドナルド・ケネディが「私は君が誰だか知ってるよ。」と声をかけ握手してきた。尚、コンドリーザ・ライス前国務長官は、姓が同じ「Rice」で、共に女性の外交政策専門家であり、アフリカ系アメリカ人、スタンフォード大学に縁がある（コンドリーザ・ライスは2009年からスタンフォード大教授）といった共通点があるが、血縁関係があるわけではない。ローズ奨学生となり、オックスフォード大学の大学院に進学したライスは、1988年に修士、1990年に博士号を取得して卒業。王立国際問題研究所（チャタム・ハウス）はライスの博士論文「ジンバブエにおける共和制構想、1979年-1980年：国際的平和維持活動が意味するもの」を、英国で最も優れた国際関係分野の論文と評した。
オックスフォード大時代のクラスメートや教授には、国連や国際法の役割を主張するもの（アダム・ロバーツ、ベネディクト・キングスベリー）、世界規模での経済ガバナンスと国際的な経済協力体制構築を主張するもの（ナイリ・ウッズ、ドナルド・マークウェル）、ロシアの権威主義に断固たる態度をとるべきと主張するもの（マイケル・マクフォール）などがいる。なおアダム・ロバーツは国際的な人権侵害問題専門家でもあるが、ライスもこの問題には特別な関心を払っている。
ライスはカナダ・ブリティッシュコロンビア州ビクトリア出身で、スタンフォード大学時代に知り合った米ABCニュース・プロデューサーのイアン・キャメロンと1992年に結婚、2人の子供を授かり、家族と共にワシントンD.C.で暮らしている。

## キャリア
1988年の大統領選ではマイケル・デュカキスの外交政策顧問を務めた。1990年代初頭には世界的なマネジメントコンサルティング企業であるマッキンゼー・アンド・カンパニー社で、マネジメント・コンサルタントとして働いた。マッキンゼー時代は、トロント・オフィスに勤めている。クリントン政権では、1993年から1997年まで国家安全保障会議スタッフを務め、うち1993年から1995年までは国際機関・平和維持担当部長、1995年から1997年まではアフリカ政策大統領特別補佐官兼上級職を務めるなど、様々な立場で政権運営に関わった。

### 国務次官補時代
ライスと家族ぐるみの付き合いがあり、昔からの師でもあったマデレーン・オルブライトは、1997年国務長官に就任すると、クリントン大統領（当時）にアフリカ担当国務次官補としてライスを推薦した。一方で、連邦議会黒人幹部会（Congressional Black Caucus）の黒人議員幹部らは、ライスを「ワシントンに同化した黒人エリート」の一人であるとみなし、国務次官補の第一候補とはしなかった。
だが、ジェシー・ヘルムズ上院議員が議長を務めた、上院の助言と同意を得るための公聴会が開かれると、ライスはまだ乳飲み子だった息子を抱いて出席し、これが公聴会の民主・共和両党の上院議員に好印象を与え、ライスは「"助言と同意"を得るプロセスを楽々とパスした」。ライスは、クリントンが2001年に政権を去るまで、アフリカ担当の国務次官補を務め続けた。

多くの官庁職員や外交官がライスを「とても聡明だが、経験不足で柔軟性に欠ける」と評している。「若く、頭脳明晰な野心家」で、「アメリカの安全保障を強化することを目的として、アフリカを世界経済の枠組みの中に組み入れる」ために働いていると考える者もいた。一方で「権威主義者。生意気。自分と違う意見を考慮することを嫌がる」と批判する声もあり、伝えられるところによれば国務省アフリカ局の外交官といざこざを起こしたとされる。ニューズウィーク誌国内版記者でもあるマーサ・ブラントはスタンフォード・マガジン誌の記事にこう書いている。
ライスが国務省での5年間を終えホワイトハウスを去った時、同僚たちはライスにズールーの戦士の盾をプレゼントした。友人のひとりは「外交局の凝り固まった官僚主義と戦うとき必要だろ？」と話している。事実、ライスが"霧の底地"（米国務省の俗称）に来る前から対空砲火のような激しい批判が起きていた。ライスの就いた職は、それまで何十年もの間長く経験を積んだアフリカニスト達が占めてきたポジションだったのだ。そのため、昔からいる官僚たちはライスは未熟すぎる、彼女は政治的理由で雇われただけだと不満を漏らしていた。

また、クリントンが指名した人物の多くはライスと同じ「若さゆえの傲慢さ」という問題を抱えていると主張するものもいた。ライスと仕事をしたあるアフリカ専門家はこう漏らす。「彼女は、自分が何を知らないのかを知らない。そして自分に反対するものを許さない。政治家として未熟と言うしかない」。アフリカのある雑誌からは、ライスは伝統的なアフリカの男性指導者らにほとんど何の影響も与えなかったのではないかとの疑問が呈された。南アフリカ「ビジネス・デイ」誌のサイモン・バーバーは「米国のアフリカ政策をこんなに若い女性に託すとは、クリントンは実に進歩的だった。」と述べ、続けて「クリントンはアフリカ文化の現実を完全に無視した。」と記している。ライスはこうした懸念を退けるように次のように発言している。「アフリカ人たちは私とプロのやり方で交渉するほかないのです。私はアメリカ合衆国を代表しているのですから。」「彼らは最初は分からずに後で気付くかもしれません。でも気付いた後は（私が）何を言うか、それをどう言うか、そして言ったことについて何をするかについて、耳を傾けなくてはならないのです。」

### 政府以外での仕事
2001年から2002年まで、戦略分析機関インテリブリッジ最高経営責任者兼代表を務める。2002年、米シンクタンクブルッキングス研究所に外交政策・グローバル経済開発プログラムのシニアフェローとして参加し、米国の外交政策、破綻国家、世界的貧困の影響、国家安全保障への国境を越えた脅威といったテーマで研究を行った。2004年の米国大統領選では民主党ジョン・ケリー候補の外交政策顧問であった。2002年、スタンフォード大学の黒人卒業生の栄誉の殿堂入りを果たしている。

### オバマ政権
ブルッキングス研究所を辞職し、2008年米国大統領選挙においてバラク・オバマ上院議員(当時)の上級外交政策顧問を務め、オバマ当選後の2008年11月5日、オバマ・バイデン政権移行チームの諮問委員会に選出された。2008年12月1日、オバマ次期大統領は、彼女をアメリカ合衆国国際連合大使に推薦し、同時にその地位を閣僚級に格上げした。ライスは史上2番目の若さで、史上初の黒人女性の国連米国代表となった。ライスはニューヨークの他、新たにヒラリー・クリントンが国務長官に就任した国務省のあるワシントンD.C.に政権移行作業チームを構える予定であると発表している。
2012年にオバマが大統領に再選されると、第2期政権においてクリントンの後任として国務長官への就任が取り沙汰されていたが、2012年9月リビアで起きた領事館襲撃事件をめぐり「（計画的なテロではなく）自然発生的に起きたもの」と発言したことに対し議会共和党などから「政治的な意図から国民に誤った情報を流した」との強い反発を受けたことを考慮して、自ら辞退した。
2013年7月1日、アメリカ合衆国国家安全保障問題担当大統領補佐官に就任した。アジア安保に関して、彼女は米国と中国とのG2進展には興味があるが同盟国日本への関心は薄い。また2014年11月、チャック・ヘーゲル国防長官は、シリアやISILへの対応に関してライス補佐官と対立して辞任した。

### バイデン政権
2021年1月、バイデン政権で医療、教育、移民など内政を統括する国内政策会議委員長に就任。2023年4月、国内政策会議委員長を退任。
- バラク・オバマ内閣（2009年9月10日）
- 左からバラク・オバマ大統領、ライス、アヴリル・ヘインズ、リサ・モナコ（2015年12月5日）
- テキサス州オースティンにて（2019年11月20日）

## その他の経歴
ライスは、アメリカ民主党国際研究所 (National Democratic Institute) やユニセフ・アメリカ基金 (U.S. Fund for UNICEF) などの役員を務める他、米シンクタンク大西洋評議会  (Atlantic Council) の評議員、スタンフォード大学フリーマン・スポグリ国際教育研究所  (Freeman Spogli Institute for International Studies) 諮問委員、米独立系情報サービス会社BNA  (Bureau of National Affairs) 役員、NPOパートナーシップ・フォー・パブリック・サービス  (Partnership for Public Service) 役員、ボーボワール・ナショナル・カテドラル小学校（Beauvoir National Cathedral Elementary School）理事、およびNPO団体インターニュース・ネットワークの役員などを務めた。
外交問題評議会およびアスペン戦略グループ  (Aspen Strategy Group)  のメンバーでもある。

## 受賞歴
- 王立英国連邦協会 (Royal Commonwealth Society) 、Walter Frewen Lord賞受賞。1990年。
- 王立国際問題研究所、アソシエーション賞受賞。1992年。
- NSC、サミュエル・ネルソン・ドリュー賞受賞。（アンソニー・レイクとの共同受賞）2000年[8]。

## 批判
1998年10月5日号のニューズウィークには、ライスについて、"聡明ではあるが、経験不足で柔軟性に欠ける、と多くのアフリカの外交官や米国の専門家にみなされている”と記述した記事が掲載された。同記事では、
"ワシントンは、1996年のルワンダからザイールへの多国籍軍の侵攻および、その後の悪名高い独裁者モブツ・セセ・セコの打倒について偽装的発言をした。（当時のクリントン）政権の情報源は、この侵攻について前もっての情報は持っていなかったと主張したのだ。しかし、ある軍事戦略立案部門高官によると、ワシントンはそのような事変が起きたとしても反対しないことをあらかじめ約束していたという。それは、クリントン政権の考えとしては、些細なことなのだろう。スーザン・ライスは当時知人に、”誰であれ、モブツよりはまし。”と述べていたことがある。だが多くのアフリカ問題専門家は、ワシントンが暗黙のうちにコンゴの国境侵犯に共謀したとすれば、それは地域を危険なほどに不安定化するものだと考えている。"
サマンサ・パワーは、2001年9月のアトランティック・マンスリーに、スーザン・ライスが政府内の電話会議で、"もし我々が、現在進行中の事態に対してジェノサイドという言葉を使いながら、それを座視しているとみられるとしても、それが11月の議会選挙にどのように影響するでしょうか？"と発言したと書いている。しかし同じ記事で、パワーは、ライスがその過ちを認めていると指摘し、"そのことについて責任を感じているようだ"とも書いている。
2002年のワシントン・ポストの読者投稿記事にて、前スーダン大使のティモシー・カーニーとニュース寄稿者のマンスーア・リアズは、ライスと対テロ責任者のリチャード・クラークが、オサマ・ビン・ラディンがスーダンにいる間に、彼を無力化する機会を逃したことにかかわりがあると指摘している。カーニーとリアズは、スーダンとオルブライト米国務長官は、オサマ・ビン・ラディンの逮捕につながる可能性のある情報分野での協力について合意寸前であったのに、ライスとクラークが国家安全保障担当の大統領補佐官のサンディ・バーガーを説得して、オルブライトの決定を覆したという。
同様な疑惑は、2002年1月号のバニティ・フェアーで寄稿編集者デビッド・ローズが、また"Losing bin Laden"の著者リチャード・ミニターも2003年11月号の雑誌ワールドのインタビューで指摘している。
カーニー、リアズ、ローズ、ミニターはいずれも、スーダンはオサマ・ビン・ラディンを米国に引き渡すという提案をし、ライスはこのスーダンの提案を受けないと決定するにあたって、その中心人物であった、と書いている。合衆国に対するテロリスト攻撃についての調査委員会（いわゆる9-11調査委員会 (9/11 Commission) )は、その調査報告書で、"スーダン国防相ファティワ・エルワは、スーダンはオサマ・ビン・ラディンをアメリカに引き渡す提案をしたと主張しているが、当委員会は、それが真実であるという、信用に足りる証拠を見つけることは出来なかった。スーダン駐在大使カーニーは、スーダンに、オサマ・ビン・ラディンを追放させるように指令を受けていただけである。当時、オサマ・ビン・ラディンにたいする訴追はなかったので、大使カーニーは、追放以上の要求をスーダンに対して行う法的論拠を持っていなかった。”と結論づけている。